# Zolfo Springs
Zolfo Springs est une ville américaine située dans le comté de Hardee, en Floride.

## Démographie
| 1910 | 1920 | 1930 | 1940 | 1950 | 1960 |
| ---- | ---- | ---- | ---- | ---- | ---- |
| 171  | 256  | 272  | 223  | 334  | 838  |

| 1970  | 1980  | 1990  | 2000  | 2010  | - |
| ----- | ----- | ----- | ----- | ----- | - |
| 1 117 | 1 495 | 1 219 | 1 641 | 1 827 | - |